# The Fire of Awakening
The Fire of Awakening è il nono album dei Graveland pubblicato nel 2003.

## Tracce
1. We Shall Prevail – 9:53
2. Battle of Wotan's Wolves – 8:40
3. In the Sea of Blood – 7:29
4. Die for Freedom – 10:45
5. The Four Wings of the Sun – 10:03

## Formazione
- Rob Darken - Tutti gli strumenti, voce